# A Disappointed Mama
Pour plus de détails, voir Fiche technique et Distribution.
A Disappointed Mama est un film muet réalisé et écrit par Dell Henderson. Il est sorti le 26 septembre 1912 aux États-Unis.

## Fiche technique
- Titre : A Disappointed Mama
- Réalisation : Dell Henderson
- Scénario : Dell Henderson
- Studio de production : Biograph Company
- Distribution : The General Film Company
- Pays : États-Unis
- Format : Noir et blanc - 1,37:1 - Format 35 mm
- Langue : film muet intertitres anglais
- Genre : Comédie
- Durée : ½ bobine
- Date de sortie : États-Unis 26 septembre 1912

## Distribution
Source principale de la distribution :
- Charles Murray :  le voyageur de commerce
- Madge Kirby  :  Alice Maxwell, la fille
- Charles Ouest  :  la fille du soupirant
- William Beaudine  :  figuration devant de l'Hôtel
- Kathleen Butler :  la femme de chambre
- John T. Dillon  :  figuration devant de l'Hôtel / le témoin au duel
- Dell Henderson  :  figuration
- Grace Henderson : figuration devant de l'Hôtel
- Florence Lee  : figuration devant de l'Hôtel